# Colares Moreira
Alexandre Sá Colares Moreira, ou apenas Colares Moreira, (nascido em São Luís, 20 de julho de 1911) é um militar e político brasileiro, outrora vice-governador do Maranhão.

## Dados biográficos
Filho de João Pedro de Assis Colares Moreira e Guilhermina Sá Moreira. Capitão do Exército Brasileiro, foi chefe de polícia durante a interventoria de Clodomir Cardoso e secretário-geral do estado no governo Saturnino Bello. Eleito deputado estadual pelo PR em 1947, não foi reeleito no pleito seguinte, nem disputou novas eleições até 1962 e 1966, nas quais figurou como suplente. Eleito vice-governador do Maranhão pela ARENA por via indireta na chapa de Pedro Santana em 1970, foi novamente eleito deputado estadual em 1974, guindado à presidência da Assembleia Legislativa do Maranhão no ano seguinte, todavia amargou uma suplência em ao buscar a reeleição em 1978. No ano seguinte, esteve entre os fundadores da sucursal maranhense da Sociedade dos Amigos da Marinha.
Em 2012 foi agraciado com a medalha do Quarto Centenário de São Luís pela Assembleia Legislativa.